# Mossula loriae
Mossula loriae är en insektsart som beskrevs av Griffini 1908. Mossula loriae ingår i släktet Mossula och familjen vårtbitare. Inga underarter finns listade i Catalogue of Life.